# Schuyler S. Wheeler

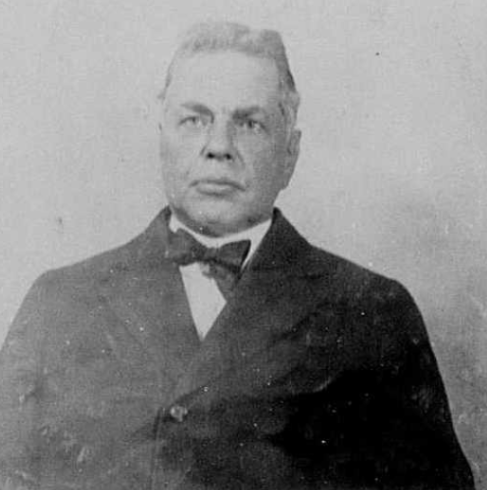
Schuyler Skaats Wheeler (1922)

Schuyler Skaats Wheeler (* 17. Mai 1860; † 20. April 1923) war ein US-amerikanischer Ingenieur, der 1882 den elektrischen Ventilator erfand.
Ab 1888 arbeitete er mit Francis B. Crocker zusammen in ihrer Firma Crocker & Wheeler, die später auch den Toast-o-lator herausbrachte.
1904 erhielt er die John Scott Medal des Franklin Institute.